# Tournedos-Bois-Hubert
Tournedos-Bois-Hubert é uma comuna francesa na região administrativa da Normandia, no departamento de Eure. Estende-se por uma área de 8,08 km². Em 2010 a comuna tinha 480 habitantes (densidade: 59,4 hab./km²).